# Akico
Akico（あきこ、9月17日 - ）は、日本の女性歌手。
北海道出身。元Amasia Landscapeのメンバーで、現在はMother Ninjaのボーカリスト。血液型はO型。既婚者。

## 作品

### Amasia Landscape

#### アルバム
- Goldenvine （2005年7月27日）
- Flower Crown （2005年12月14日）

#### その他
- NEUTRAL-Type Akico from Amasia Landscape （2005年3月30日）

### Mother Ninja

#### アルバム
- スポンテイニアス（2007年8月22日）